# John Jorritsma

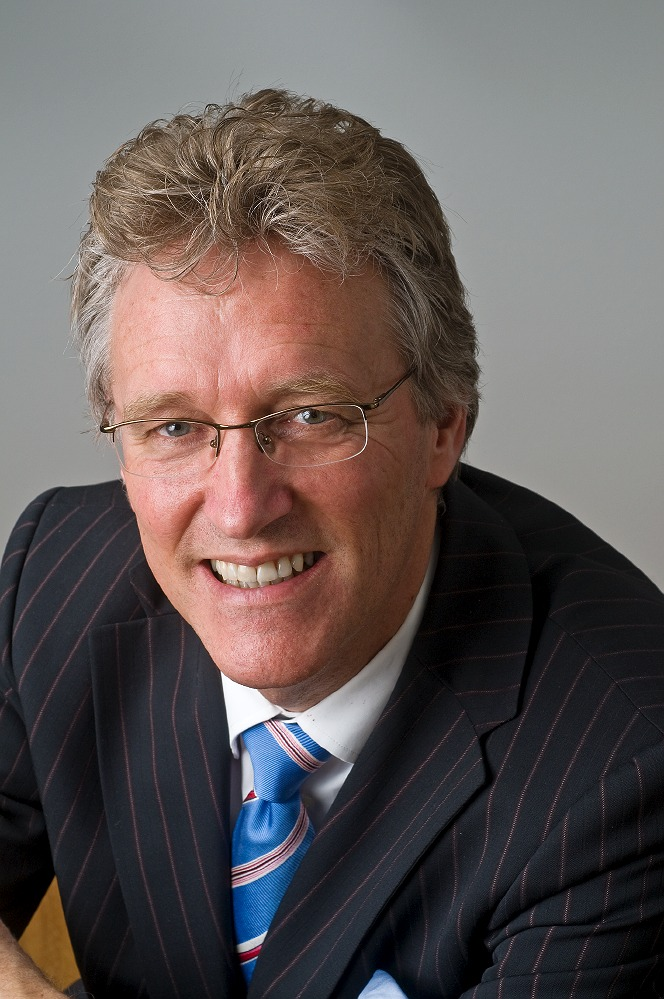
John Jorritsma

Johannes Arnoldus (John) Jorritsma (* 16. September 1956 in Bolsward) ist ein niederländischer Politiker der VVD. Seit dem 13. September 2016 ist er Bürgermeister von Eindhoven.
Jorritsma war von 1994 bis 1998 Mitglied der Provinzialstaaten der Provinz Nordbrabant. Von 1997 bis 2002 war er Bürgermeister von Cranendonck und von 2008 bis 2016 Kommissar des Königs der Provinz Friesland.